# Jacek Połujan

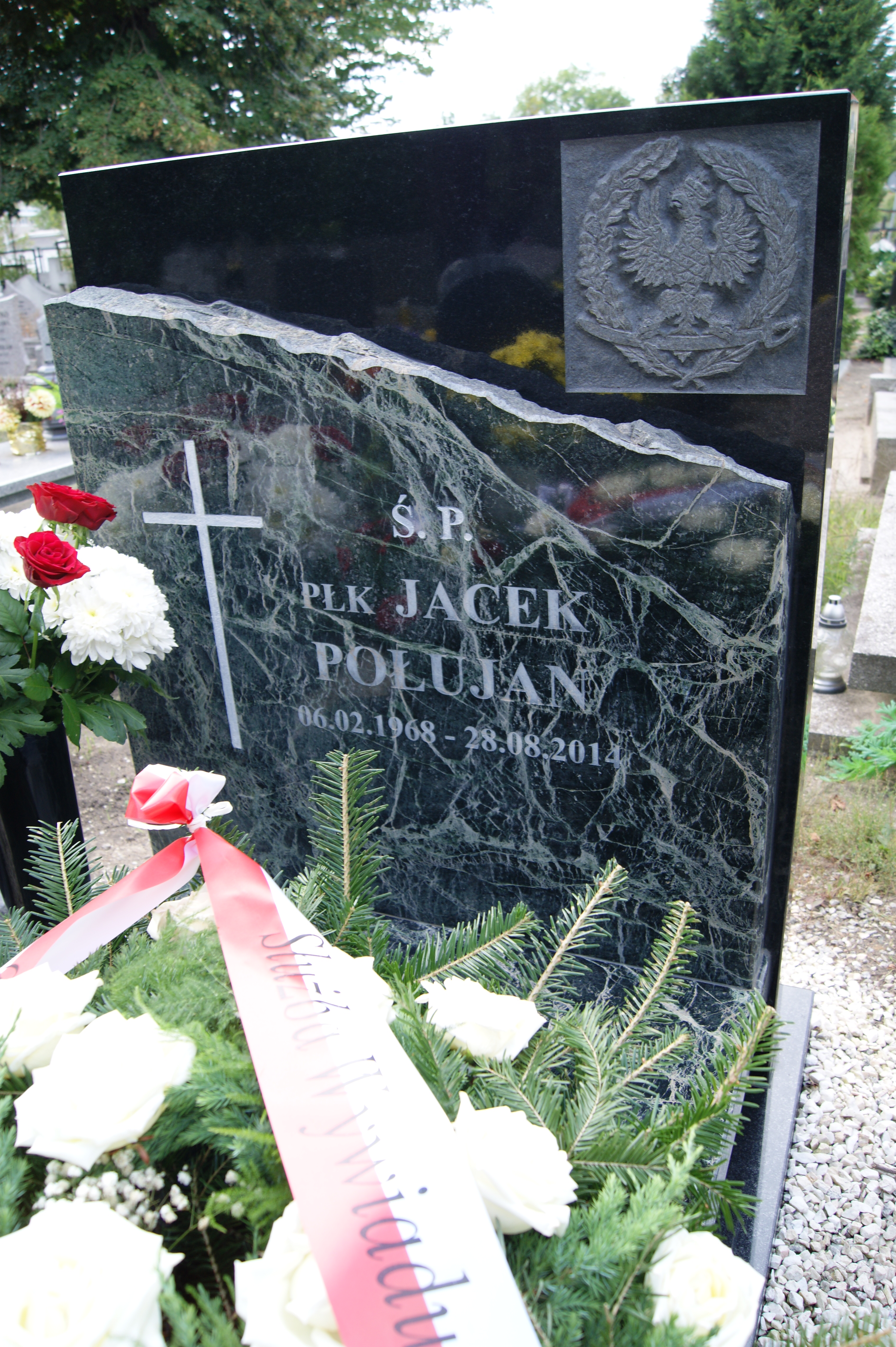
Grób Jacka Połujana na cmentarzu parafii Matki Boskiej Wspomożenia Wiernych na Księżu Małym we Wrocławiu

Jacek Połujan (ur. 6 lutego 1968 we Wrocławiu, zm. 28 sierpnia 2014 tamże) – pułkownik Służby Wywiadu Wojskowego.
W latach 80. działał w Solidarności Walczącej.
Na początku lat 90. rozpoczął służbę w Urzędzie Ochrony Państwa (UOP), był między innymi wiceszefem delegatury wrocławskiej UOP. Do śmierci pełnił służbę na stanowisku zastępcy szefa Służby Wywiadu Wojskowego. 28 sierpnia 2014 zmarł w jednym z wrocławskich szpitali na malarię. Zaraził się nią podczas służbowej misji w Afryce, z której wrócił kilka tygodni wcześniej. 3 września 2014 roku został pochowany na cmentarzu parafii Matki Boskiej Wspomożenia Wiernych na  Księżu Małym we Wrocławiu.

## Ordery i odznaczenia
- Krzyż Kawalerski Orderu Odrodzenia Polski
- Złoty Krzyż Zasługi
- Wojskowy Krzyż Zasługi
- Brązowy Krzyż Zasługi – 21 października 2004[7]
- Złoty Medal za Zasługi dla Obronności Kraju